# Ябълков пай
Ябълковият пай е пай, в който основната съставка на пълнежа е ябълка. Произхожда от Англия. Често се сервира с разбита сметана, сладолед („ябълков пай à la mode“) или сирене чедър. Обикновено е с двойна коричка, като тестото е над и под пълнежа; горната кора може да е твърда или решетъчна (изтъкана от напречни ленти). Долната кора може да се изпече отделно (техника „на сляпо“ при която печенето е без пълнежа), за да не се намокря. Ябълковият пай в дълбок съд често има само горна кора, например ябълковия тарт се пече с кората отгоре, но се сервира с нея отдолу (преобърната торта).
Ябълковият пай е неофициален символ на Съединените щати и една от характерните за него „комфортни храни“ (с носталгична или сантиментална стойност).

## Съставки
Ябълковият пай може да се направи с много различни видове ябълки. По-популярните ябълки за готвене включват Braeburn, Gala, Cortland, Bramley, Empire, Northern Spy, Granny Smith и Макинтош (McIntosh). Плодовете за пая могат да бъдат пресни, консервирани или възстановени (поформа чрез накисване) от сушени ябълки. Изсушените или консервирани ябълки първоначално са замествали само в моменти, когато пресните плодове са били недостъпни. Пълнежът обикновено включва захар, масло и канела, понякога също лимонов сок или индийско орехче; много по-стари рецепти изискват пчелен мед вместо скъпата тогава захар.

## Сервиране
Ябълковият пай често се сервира à la mode, тоест гарниран със сладолед.
| „ | Apple pie without the cheese Is like a kiss without the squeeze | “ |
| Philadelphia, 1893 Ябълков пай без сирене прилича на целувка без притискане. – „Филаделфия“, 1893 г. |                                                                 |   |

В друг стил сервиране, парче остро сирене чедър се поставя върху или до парче от готовия пай. Ябълковият пай с чедър е популярен в Американския Среден Запад и Нова Англия, особено във Върмонт, където се счита за държавно ястие. В северната част на Англия често се използва сирене Уенслидейл.

## Галерия
- Порция ябълков пай, покрит с ванилов сладолед
- Холандски ябълков пай
- Ябълков тарт, френски вариант на ябълков пай
- Карамелов пай с ябълкова роза
- Пай с ябълкови рози